# Municipio de Rosedale (condado de Clark)
El municipio de Rosedale (en inglés: Rosedale Township) es un municipio ubicado en el condado de Clark en el estado estadounidense de Dakota del Sur. En el año 2010 tenía una población de 71 habitantes y una densidad poblacional de 0,77 personas por km².

## Geografía
El municipio de Rosedale se encuentra ubicado en las coordenadas 44°35′6″N 97°47′42″O / 44.58500, -97.79500. Según la Oficina del Censo de los Estados Unidos, el municipio tiene una superficie total de 92.78 km², de la cual 92,66 km² corresponden a tierra firme y (0,13 %) 0,12 km² es agua.

## Demografía
Según el censo de 2010, había 71 personas residiendo en el municipio de Rosedale. La densidad de población era de 0,77 hab./km². De los 71 habitantes, el municipio de Rosedale estaba compuesto por el 100 % blancos. Del total de la población el 0 % eran hispanos o latinos de cualquier raza.